# Observatorio de Leiden
El Observatorio de Leiden ( en neerlandés: Sterrewacht Leiden) es un observatorio astronómico localizado en la ciudad de Leiden, Países Bajos.

## Directores
- Frederik Kaiser (1837–1872)
- Willem de Sitter (1918–1934)
- Ejnar Hertzsprung (1934–1945)
- Jan Hendrik Oort (1945–1970)